# Енн Вагнер
Енн Луїза Вагнер (англ. Ann Louise Wagner; 13 вересня 1962, Сент-Луїс, Міссурі) — американська політик і дипломат, з 2013 року член Палати представників США від штату Міссурі.
Навчалась в Університеті Міссурі, а потім зробила політичну кар'єру як член Республіканської партії.
На президентських виборах у 1992 році Вагнер була відповідальна за стан виборчої кампанії Джорджа Буша-старшого у Міссурі.
У 1999 році стала першою жінкою, обраною головою Республіканської партії штату Міссурі. У 2005 президент Джордж Буш-молодший призначив її послом США у Велике Герцогство Люксембург. Вагнер була затверджена Сенатом і вступила на службу у липні цього ж року, обіймаючи посаду до 2009 року.
Одружена, має трьох дітей.